# Neomixis
Neomixis Sharpe, 1881 è un genere di uccelli passeriformi della famiglia Cisticolidae, endemico del Madagascar.

## Tassonomia
Comprende 3 specie:
- Neomixis tenella (Hartlaub, 1866) - jery del nord o jery comune
- Neomixis viridis (Sharpe, 1883) - jery verde del sud
- Neomixis striatigula (Sharpe, 1881) - jery golastriata